# Le Ranch maudit (album)
Pour l’article homonyme, voir Le Ranch maudit.
Le Ranch maudit est le 56e album (mais il porte le no 25, l'éditeur ayant changé entre-temps) mettant en scène le personnage de Lucky Luke, sorti en 1986. Les dessins sont de Michel Janvier d'après Morris sur des scénarios de Claude Guylouis, Xavier Fauche et Jean Léturgie.

## Synopsis

### Le Ranch maudit
Scénario de Claude Guylouis.
Miss Bluemarket a acheté un ranch pour élever ses bisons. Mais la légende dit que ce ranch est hanté et Lucky Luke va s'apercevoir qu'en effet des phénomènes étranges s'y produisent.

### La bonne aventure
Scénario de Xavier Fauche et Jean Léturgie.
Madame Irma, diseuse de bonne aventure, s'est installée en ville. Le shérif et le banquier, entre autres, lui demandent son avis avant toute décision. Lucky Luke trouve cela un peu louche.

### La statue
Scénario de Claude Guylouis.
Le maire de Hitch City veut rendre hommage à Lucky Luke en lui faisant ériger une statue. MacAllister, riche symbole de l'Ouest, est jaloux.

### Le flume
Scénario de Jean Léturgie.
L'inventeur du flume, voie d'eau artificielle permettant le transport du bois, rencontre des difficultés. Certains semblent opposés à son projet et Lucky Luke va l'aider à protéger son invention des sabotages répétés.

## Source
- www.lucky-luke.com, « Lucky Luke » (consulté le 16 août 2008)
- www.bedetheque.com, « Lucky Luke » (consulté le 16 août 2008)